# Futuribile

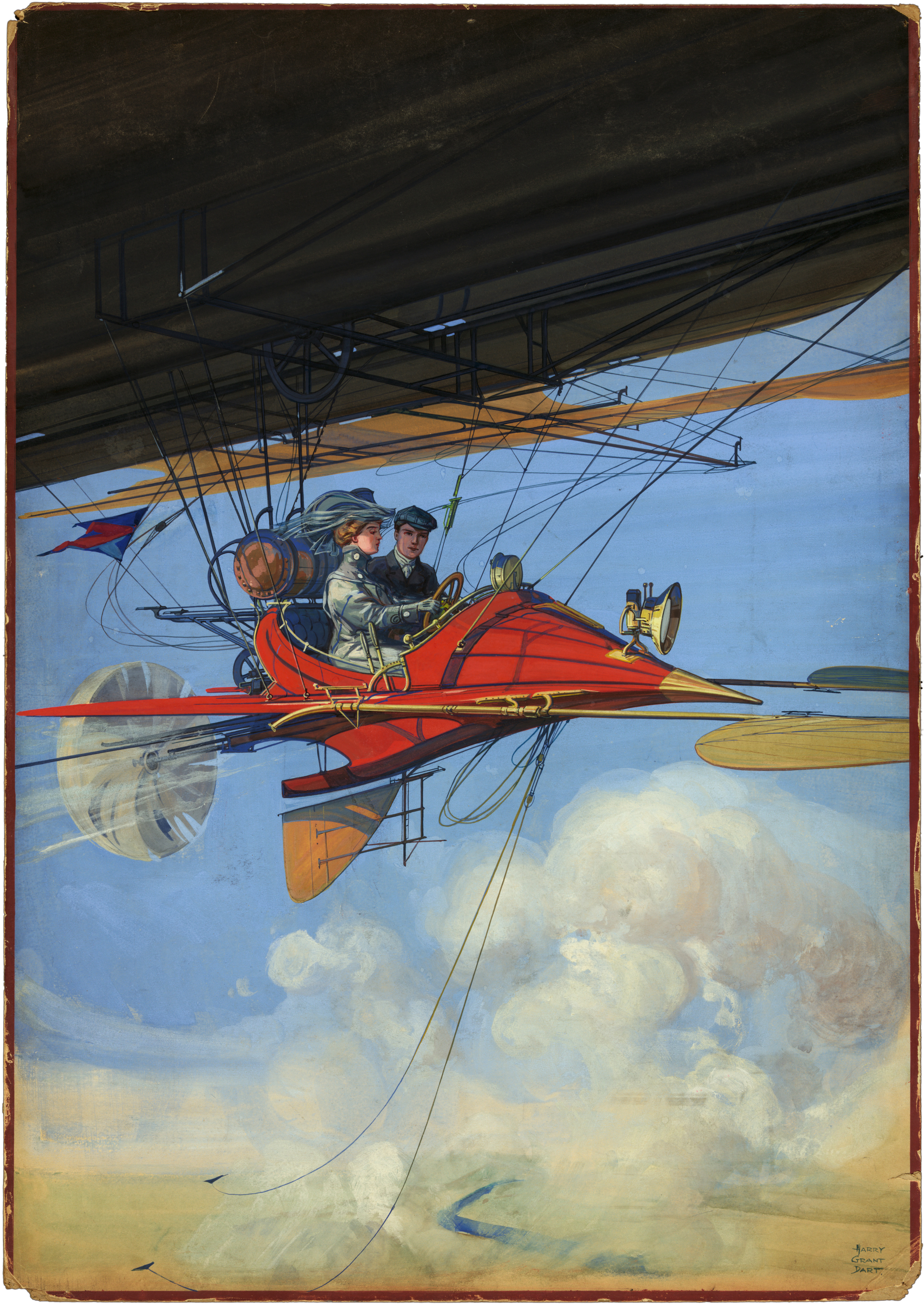
Un mezzo di trasporto futuribile come immaginato nei primi del Novecento. Illustrazione originale di Harry Grant Dart per la copertina di The All-Story, ottobre 1908.

Futuribile è il futuro che potrebbe realizzarsi date certe circostanze ma che rimane in un ambito di possibilità non necessariamente compiuta. 
Come categoria della filosofia scolastica il futuribile si pone fra la mera possibilità e la realtà contingente. Nelle arti liberali indica il futuro immaginato nel tempo presente.
Il concetto di futuribile è implicito nell'idea agostiniana di tempo come intuizione della successione di stati di coscienza legati tra loro dalle facoltà della memoria e dell'immaginazione (ripresa poi da Henri Bergson).
Nella narrativa la categoria di futuribile è legata a doppio filo con l'ucronia.
Nella sua accezione volgare, soprattutto come aggettivo, futuribile tende a coincidere con il futuro (tecnologia futuribile/futura, scenari futuribili/futuri, ecc.) e l'immagine del tempo futuro nel momento presente e finanche nel passato, l'immaginazione non di ciò che sarà ma di ciò che potrebbe evocare il concetto stesso di futuro nel momento della produzione artistica e nel futuro effettivo, ad esempio gli scenari futuribili nei romanzi di Jules Verne.

## Il problema dei futuribili
Stante una concezione lineare del tempo, posto un osservatore in un punto preciso (P) che si muove lungo il vettore tempo (T), la porzione di retta che da P si sposta verso infinito (+ ∞) costituisce una porzione di tempo non direttamente osservabile dal punto P in cui il verificarsi o meno di un determinato evento (E) risulta incerto. L'osservatore avrà la certezza del verificarsi o meno dell'evento solo quando P coincide con E in un momento convenzionalmente detto presente. Fintanto che P non coincide con E, ovvero fino a che l'evento non è direttamente verificabile, la possibilità del realizzarsi quanto del non realizzarsi dell'evento è prevedibile solo in termini probabilistici.

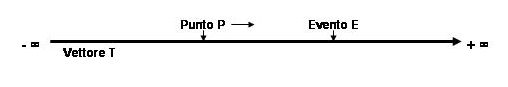
Vettore T

Pur tuttavia nel tempo presente alternativamente si verificherà l'evento o non si verificherà generando, ex post, la categoria del futuro (evento effettivamente realizzatosi) e quella del futuribile (evento ipotetico non realizzatosi). Per un osservatore che si sposta lungo il vettore tempo il segmento di retta P verso + ∞ appare non univoco, in quanto conterrebbe tanto l'ipotesi del verificarsi che il non verificarsi dell'evento E, in apparente contraddizione con le proprietà del segmento che va da -∞ a P (convenzionalmente detto passato) interamente costituito da punti univoci. La filosofia scolastica risolse il problema dell'apparente non univocità del futuro come conseguenza della distorsione provocata dall'assoggettamento dell'osservatore ad un punto preciso del vettore tempo T. Per un osservatore esterno non vincolato dal tempo ogni punto della retta T mantiene le medesime proprietà sia che si trovi convenzionalmente nel passato, nel presente o nel futuro; ovvero ogni punto costituente il vettore è univoco, determinato e realizzato. Dunque il futuribile non rappresenterebbe un'entità reale, in quanto questo metterebbe in discussione le proprietà ontologiche (e certamente anche fisiche se si intende il tempo come una grandezza fisica) della retta T che risulterebbe disomogenea in funzione della posizione assunta dall'osservatore nel punto P rispetto all'evento E.

## Il futuribile e la realtà contingente
Il futuribile, dunque non apparterrebbe alla realtà contingente e non troverebbe nessuna collocazione in un ipotetico vettore temporale (euclideo) né spaziotemporale (non euclideo).
Questo assunto logico, non privo di importantissime conseguenze sul piano filosofico (quali la possibilità del libero arbitrio, la dicotomia trascendente-immanente, il principio di verità, ecc.) e fisico, è rimasto pressoché inalterato durante la rivoluzione scientifica attraversando la fisica classica fino alla Teoria della relatività.

## Il futuribile e l'immaginazione

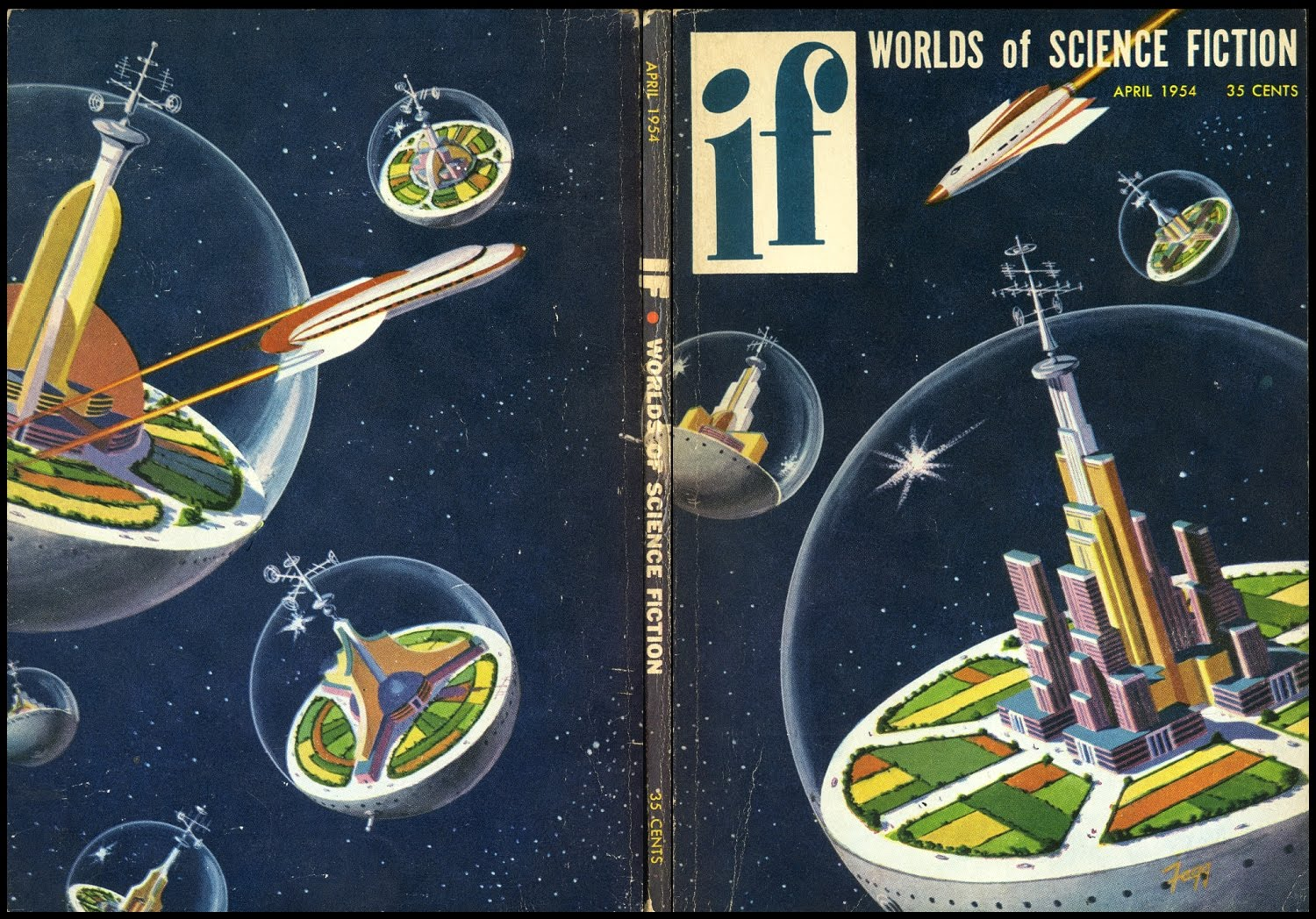
Illustrazione di Kenneth Fagg per la sovracopertina della rivista If, aprile 1954.

Fino ad epoca moderna il futuribile è rimasto relegato a categoria filosofica e soprattutto letteraria feconda per gli autori di fantascienza.